# Karangan (Karangan)
Karangan is een bestuurslaag in het regentschap Trenggalek van de provincie Oost-Java, Indonesië. Karangan telt 6049 inwoners (volkstelling 2010).